# Haemodipsus lyriocephalus
Haemodipsus lyriocephalus ist eine Art der Tierläuse, die weltweit als Ektoparasit bei Hasen auftritt. Hauptwirte sind Feldhase, Schneehase, Chinesischer Hase, Tolai-Hase und Polarhase. Der Kopf ist länglich und hat die Form einer Lyra, was zur Benennung führte. Weibchen sind 2,3 bis 2,6 mm lang, Männchen 1,6 bis 2 mm. An der Schläfe sitzt beidseits eine lange Borste (Seta), Augen fehlen, die Fühler sind fünfgliedrig. Der Thorax ist relativ klein, die Sternalplatte etwas länger, bei einigen Individuen undeutlich. Die drei Beinpaare sind relativ klein. Das Abdomen ist oval, die Sterniten und Tergiten tragen zahlreiche Borsten. Generell sind vier posterolaterale (hinten-seitlich angeordnete) und vier oder fünf tergocentrale (im Zentrum der Tergiten) Borsten auf jedem Segment ausgebildet. Paratergalplatten, also seitliche Sklerosierungen am Abdomen, fehlen.
Die etwa 0,5 mm großen, bedeckelten Eier (Nissen) werden vom Weibchen an Haare geklebt. Nach 7 bis 10 Tagen schlüpfen daraus die Larven, welche nach erneuten 3 Wochen und dreimaliger Häutung zu den Adulten werden. Ein massiver Befall führt zur Beunruhigung der Tiere, Juckreiz, Ekzemen, Abmagerung und Blutarmut, die auch tödlich enden kann. Darüber hinaus kann die Hasenlaus als Vektor für Francisella tularensis, dem Erreger der Hasenpest, fungieren.